# Frank Brady
Frank Brady (nascut el 15 de març de 1934 a Brooklyn, Nova York), és un escriptor, editor, biògraf i pedagog estatunidenc. President del Departament de Comunicacions de masses, Periodisme, Televisió i Cinema de la Universitat de St. John's de Nova York, és editor fundador de la revista Chess Life.

## Biografia
Brady és president del Departament de Comunicacions de masses, Periodisme, Televisió i Cinema de la Universitat de St. John's de Nova York, on fa de professor d'arts de la comunicació i periodisme. També ha estat professor adjunt de periodisme durant els últims 25 anys al Barnard College de la Universitat de Colúmbia. Té una llicenciatura en ciències a la Universitat Estatal de Nova York; Màster en Belles Arts, Universitat de Colúmbia; MA, Ph.D., Universitat de Nova York.
El 1960, Brady va ser l'editor fundador de Chess Life com a revista (anteriorment, havia estat un diari). Més tard va ser editor de Chessworld Magazine i més tard va treballar com a editor de Ralph Ginzburg i Hugh Hefner. És àrbitre internacional, reconegut per la FIDE, i ha dirigit molts tornejos d'escacs importants. Va ser secretari de la Federació d'Escacs dels Estats Units 2003–2005.
Ha escrit molts llibres, sobre diferents temes. És president d'un departament de la Universitat de St. John's, i hi supervisa un pressupost multimilionari, 60 professors i 900 estudiants.
Va exercir com a àrbitre de torneigs internacionals d'escacs el 2001 i el 2004 a Nova York. Ha estat escollit i exerceix també com a membre actiu de vot de l'Acadèmia Britànica de les Arts del Cinema i la Televisió i PEN, l'organització internacional d'escriptors.
Brady és un escriptor, editor i editor de renom internacional. Va escriure un dels llibres d'escacs més venuts de la història, Profile of a Prodigy, que és una biografia de Bobby Fischer, així com innombrables altres llibres i articles sobre escacs i altres temes. El 2011 es va publicar una nova biografia de Fischer titulada Endgame: The Spectacular Rise and Fall de Bobby Fischer. Ha participat en projectes de ràdio i cinema. La seva dona, Maxine, també escriu llibres.
El 18 de juny de 2007, Brady va ser elegit president del Marshall Chess Club.

## Publicacions
- Bobby Fischer: Profile of a Prodigy ISBN 0-486-25925-0
- Hefner ISBN 0-02-514600-9
- Onassis, an extravagant life ISBN 0-13-634378-3
- Barbra Streisand: an illustrated biography ISBN 0-448-16534-1
- Brady & Lawless's favorite bookstores ISBN 0-8362-7902-6
- Chess: how to improve your technique (1974)
- Chess (A Concise Guide) ISBN 0-531-02730-9
- Citizen Welles: a biography of Orson Welles ISBN 0-385-26759-2
- Paul Block: a life of friendship, power, and politics ISBN 0-7618-1888-X
- How to get rich with a 1-800 number ISBN 0-06-098714-6
- Endgame: The Spectacular Rise and Fall of Bobby Fischer, ISBN 978-0-307-46390-6